# Even in the Quietest Moments
Even in the Quietest Moments é o quinto álbum da banda britânica Supertramp, lançado em abril de 1977.
Boa parte do álbum foi gravada nos estúdios Caribou Ranch, no Colorado, e os vocais, overdubs e a mixagem foram finalizados em Los Angeles, no The Record Plant. Foi o primeiro disco da banda a ter Peter Henderson como engenheiro de som. Ele foi o engenheiro de todos os discos da banda a partir daí até a saída de Hodgson.
Even in the Quietest Moments alcançou o 16° lugar nas paradas norte-americanas da Billboard Pop Albums em 1977 e, pouco depois do lançamento, ganhou o primeiro disco de ouro da banda, nos Estados Unidos (500 mil cópias vendidas), graças ao single de sucesso "Give a Little Bit", que alcançou o Top 20 na parada de singles norte-americana e o 29° lugar na parada de singles do Reino Unido. “Give a Litle Bit” foi inicialmente escrito por Hodgson quando este tinha 19 ou 20 anos - cinco ou seis anos antes de apresentar a musica á banda para gravação. Hodgson afirmou que se inspirou na canção dos The Beatles “All You Need is Love”, lançada durante o movimento de paz e amor dos anos 60. 
Este álbum se diferencia de todos os outros do Supertramp por ser o único em que o piano elétrico Wurlitzer, característico da banda, não é utilizado em nenhuma das faixas.
A capa do disco traz uma fotografia real de um piano coberto de neve em cima de uma montanha nas proximidades dos estúdios Caribou Ranch. Uma versão remasterizada do CD, lançada pela A&M no dia 11 de junho de 2002, traz o trabalho artístico original do álbum, incluindo uma foto da banda contida no encarte que estava ausente na primeira edição do álbum em CD.
Outras músicas do álbum (além do sucesso "Give a Little Bit") também foram bastante tocadas nas rádios, como a faixa título e "Fool's Overture".

## Faixas
Roger Hodgson e Rick Davies escreveram e cantaram separadamente as suas próprias composições, conforme creditado abaixo.
| Lado A |                                |                            |         |  |
| N.º    | Título                         | Compositor / Voz principal | Duração |  |
| 1.     | "Give a Little Bit"            | Hodgson                    | 4:08    |  |
| 2.     | "Lover Boy"                    | Davies                     | 6:49    |  |
| 3.     | "Even in the Quietest Moments" | Hodgson                    | 6:28    |  |
| 4.     | "Downstream"                   | Davies                     | 4:01    |  |

| Lado B |                   |                            |         |  |
| N.º    | Título            | Compositor / Voz principal | Duração |  |
| 1.     | "Babaji"          | Hodgson                    | 4:51    |  |
| 2.     | "From Now On"     | Davies                     | 6:21    |  |
| 3.     | "Fool's Overture" | Hodgson                    | 10:52   |  |

## Paradas musicais

### Álbum
| Ano  | Parada                                        | Posição |
| ---- | --------------------------------------------- | ------- |
| 1977 | Billboard Pop Albums Chart (América do Norte) | 16      |

### Singles
| Ano  | Single              | Parada                                   | Posição |
| ---- | ------------------- | ---------------------------------------- | ------- |
| 1977 | "Give a Little Bit" | Billboard Pop Singles (América do Norte) | 15      |

## Ficha técnica

### Músicos
- Roger Hodgson – violão, guitarra, teclados, vocal
- Rick Davies – teclados, vocal
- John Helliwell – saxofone, voz, clarinete, escaleta
- Bob Siebenberg – percussão, bateria
- Dougie Thomson – baixo

Músico auxiliar
- Gary Mielke - sintetizador Oberheim

### Produção
Som
- Produtor – Supertramp
- Engenheiros de som – Peter Henderson, Russel Pope
- Engenheiros assistentes – Tom Anderson, Tom Likes, Steve Smith
- Engenheiro de mixagem – Geoff Emerick
- Remixagem – Tom Anderson
- Masterização no LP original – Frank DeLuna
- Remasterização – Greg Calbi, Jay Messina
- Programação – Gary Mielke
- Orquestração – Michel Colombier, Supertramp

Arte
- Direção de arte – Mike Doud
- Design – Mike Doud
- Fotografia – Kenneth McGowan, Bob Seidemann